# CSS Hunley, le premier sous-marin
Pour plus de détails, voir Fiche technique et Distribution.
CSS Hunley, le premier sous-marin (The Hunley) est un téléfilm de guerre américain sorti en 1999 et tiré d'une histoire vraie.

## Synopsis
Le film se passe à l’aube d’un nouvel âge pour la marine militaire. En effet, la guerre de Sécession a donné lieu à deux premières dans l’histoire militaire :
- le combat de Hampton Roads qui est la première bataille entre deux navires de guerre dépourvus de voilure, les cuirassés Monitor et Merrimack ;
- l’utilisation du premier sous-marin par les sudistes qui tentent désespérément de briser l’étranglement du blocus côtier nordiste.

Le premier sous-marin de l’histoire à couler un navire ennemi est une construction de fer. L'équipage est constitué de neuf volontaires. Cette invention représente le dernier espoir de la Confédération qui ne réussit pas à s'imposer face aux états mieux organisés du Nord.
Le lieutenant Dixon (Armand Assante) capitaine du sous-marin et le général Beauregard (Donald Sutherland), commandant de l'armée confédérée à Charleston, tiennent les premiers rôles.

## Fiche technique
- Titre : The Hunley
- Réalisation : John Gray
- Pays : États-Unis
- Genre : guerre
- Durée : 120 minutes

## Distribution
- Armand Assante (VF : Maurice Sarfati) : Lieutenant George E. Dixon (en)
- Donald Sutherland (VF : Bernard Tiphaine) : General Pierre Gustave Toutant de Beauregard
- Alex Jennings (VF : Olivier Destrez) : Lieutenant Alexander
- Christopher Bauer (VF : Marc François) : Simpkins
- Gerry Becker : Captain Pickering
- Sebastian Roché (VF : Emmanuel Karsen) : Collins
- Michael Stuhlbarg (VF : Alexandre Gillet) : Wicks
- Jeff Mandon : Miller

## Article annexe
- Sous-marins au cinéma et à la télévision